# إسراء السيد
إسراء السيد راشد السيد أحمد (مواليد 21 نوفمبر 1998) هي لاعبة رفع أثقال مصرية. شاركت في دورة الألعاب الأولمبية الصيفية 2016 تنافست في وزن أقل من 63 كجم سيدات، واحتلت المركز السابع. فازت بالميدالية الفضية في دورة ألعاب البحر الأبيض المتوسط 2013 في وزن 58 كجم. وفازت إسراء بالميدالية الفضية في الألعاب الأفريقية 2015 و2019، وفازت بميداليات متعددة في بطولة العالم للشباب.

## حياتها
إسراء السيد من مواليد 21 نوفمبر 1998.

## المشاركات
- المشاركة في الألعاب الأولمبية الصيفية 2016.

## المسابقات الكبرى
| السنة               | المكان              | الوزن               | خطف (كجم)           | خطف (كجم)           | خطف (كجم)           | خطف (كجم)           | نتر (كجم)           | نتر (كجم)           | نتر (كجم)           | نتر (كجم)           | المجموع             | المركز              |
| السنة               | المكان              | الوزن               | 1                   | 2                   | 3                   | الحصيلة             | 1                   | 2                   | 3                   | الحصيلة             | المجموع             | المركز              |
| العاب البحر المتوسط | العاب البحر المتوسط | العاب البحر المتوسط | العاب البحر المتوسط | العاب البحر المتوسط | العاب البحر المتوسط | العاب البحر المتوسط | العاب البحر المتوسط | العاب البحر المتوسط | العاب البحر المتوسط | العاب البحر المتوسط | العاب البحر المتوسط | العاب البحر المتوسط |
| ------------------- | ------------------- | ------------------- | ------------------- | ------------------- | ------------------- | ------------------- | ------------------- | ------------------- | ------------------- | ------------------- | ------------------- | ------------------- |
| 2013                | مرسين، تركيا        | 58 كجم              | 80                  | 84                  | 86                  | —                   | 97                  | 101                 | 106                 | —                   | 187                 | الثاني              |

### الألعاب الألومبية الصيفية
| الألعاب الألومبية              | الفئة  | خطف | نتر | المجموع | المركز |
| ------------------------------ | ------ | --- | --- | ------- | ------ |
| الألعاب الأولمبية الصيفية 2016 | 63 كجم | 100 | 116 | 216     | 7      |

### بطولة العالم
| بطولة العالم | الفئة  | خطف | نتر | المجموع | المركز |
| ------------ | ------ | --- | --- | ------- | ------ |
| ألماتي 2014  | 58 كجم | 93  | 103 | 196     | 15     |
| هيوستن 2015  | 63 كجم | 95  | 110 | 205     | 18     |

### الأرقام الشخصية
| النوع   | النتيجة | التاريخ       | الموقع        |
| ------- | ------- | ------------- | ------------- |
| خطف     | 100 كجم | 10 أغسطس 2016 | ريو دي جانيرو |
| نتر     | 116 كجم | 10 أغسطس 2016 | ريو دي جانيرو |
| المجموع | 216 كجم | 10 أغسطس 2016 | ريو دي جانيرو |